# Pomnik poległych górników KWK „Wujek”
Pomnik poległych górników KWK „Wujek” (właśc. Pomnik ku czci górników kopalni „Wujek” poległych 16 grudnia 1981 roku) – pomnik na placu NSZZ Solidarność, przed głównym budynkiem kopalni „Wujek”, przy ul. Wincentego Pola w katowickim Brynowie.

## Historia
Po zakończeniu pacyfikacji 16 grudnia 1981, w tym samym dniu, przy murze kopalni ustawiono pierwszy krzyż. Usunięto go 26 stycznia 1982. Miejsce to stało się terenem organizacji obchodów rocznicowych pacyfikacji KWK „Wujek”. W 1987 Kazimierz Świtoń utworzył Społeczny Komitet Budowy Pomnika Górników Kopalni „Wujek”. Komitet 28 marca 1988 złożył wniosek o swoją rejestrację. Władze go odrzuciły. 7 października 1989 zarejestrowano Społeczny Komitet Budowy Pomnika Ku Czci Górników Kopalni Węgla Kamiennego Wujek w Katowicach Poległych 16.12.1981, a 28 stycznia 1990 odbyło się jego pierwsze walne posiedzenie. Konkurs na projekt monumentu rozstrzygnięto 15 listopada 1990, a budowę rozpoczęto 23 czerwca 1991. Ostatecznie Pomnik Ku Czci Poległych Górników odsłonięto 15 grudnia 1991, w dzień przed dziesiątą rocznicą tzw. „strzałów na Wujku”. Dokonał go ówczesny prezydent Polski Lech Wałęsa. Monument poświęcił ówczesny nuncjusz apostolski abp Józef Kowalczyk.

## Monument
Pomnik projektu Aliny Borowczak-Grzybowskiej i Andrzeja Grzybowskiego składa się z 33-metrowej wysokości krzyża. Obok głównego krzyża, po prawej stronie, w cokole, zostały umieszczone urny z ziemią z grobów dziewięciu górników − ofiar pacyfikacji, umieszczone w dziewięciu krzyżach.
Obiekt znajduje się w ewidencji miejsc pamięci województwa śląskiego. Po lewej stronie, na murze kopalnianym, znajduje się kilkanaście pamiątkowych tablic.